# Temporada 1994-95 de los Golden State Warriors
La temporada 1994-95 fue la cuadragésimo novena de los Warriors en la NBA, la trigésimo tercera en el Área de la Bahía de San Francisco, a donde llegaron procedentes de Filadelfia, y la vigesimocuarta en la ciudad de Oakland con la denominación de Golden State Warriors. La temporada regular acabó con 26 victorias y 56 derrotas, acabando en la undécima posición de la Conferencia Oeste, no logrando clasificarse para los playoffs.

## Elecciones en elDraft
| Ronda | Puesto | Jugador         | Posición  | Nacionalidad   | Universidad    |
| ----- | ------ | --------------- | --------- | -------------- | -------------- |
| 1     | 16     | Clifford Rozier | Pívot     | Estados Unidos | Louisville     |
| 2     | 39     | Anthony Miller  | Ala-Pívot | Estados Unidos | Michigan State |
| 2     | 45     | Dwayne Morton   | Escolta   | Estados Unidos | Louisville     |

## Temporada regular
| División Pacífico        | División Pacífico | División Pacífico | División Pacífico | División Pacífico | División Pacífico | División Pacífico | División Pacífico | División Pacífico |
| Equipo                   | G                 | P                 | %                 | PD                | Casa              | Fuera             | Div               |                   |
| ------------------------ | ----------------- | ----------------- | ----------------- | ----------------- | ----------------- | ----------------- | ----------------- | ----------------- |
| y-Phoenix Suns           | 59                | 23                | .720              | —                 | 32–9              | 27–14             | 23–7              |                   |
| x-Seattle SuperSonics    | 57                | 25                | .695              | 2                 | 32–9              | 25–16             | 16–14             |                   |
| x-Los Angeles Lakers     | 48                | 34                | .585              | 11                | 29–12             | 19–22             | 15–15             |                   |
| x-Portland Trail Blazers | 44                | 38                | .537              | 15                | 26–15             | 18–23             | 17–13             |                   |
| Sacramento Kings         | 39                | 43                | .476              | 20                | 27–14             | 12–29             | 17–13             |                   |
| Golden State Warriors    | 26                | 56                | .317              | 33                | 15–26             | 11–30             | 11–19             |                   |
| Los Angeles Clippers     | 17                | 65                | .207              | 42                | 13–28             | 4–37              | 6–24              |                   |

## Estadísticas

### Temporada regular
| Rk | Jugador          | Edad | P  | PT | MP   | TC  | TCI  | %TC  | T3  | T3I | %T3  | TL  | TLI | %TL  | RO  | RD  | RT  | AS  | RB  | TAP | BP  | FP  | PTS  |
| -- | ---------------- | ---- | -- | -- | ---- | --- | ---- | ---- | --- | --- | ---- | --- | --- | ---- | --- | --- | --- | --- | --- | --- | --- | --- | ---- |
| 1  | Latrell Sprewell | 24   | 69 | 69 | 40.2 | 7.1 | 17.0 | .418 | 1.3 | 4.7 | .276 | 5.1 | 6.5 | .781 | 0.8 | 2.9 | 3.7 | 4.0 | 1.6 | 0.7 | 3.3 | 1.6 | 20.6 |
| 2  | Tim Hardaway     | 28   | 62 | 62 | 37.4 | 6.9 | 16.2 | .427 | 2.7 | 7.2 | .378 | 3.5 | 4.6 | .760 | 0.7 | 2.3 | 3.1 | 9.3 | 1.4 | 0.2 | 3.5 | 2.5 | 20.1 |
| 3  | Chris Mullin     | 31   | 25 | 23 | 35.6 | 6.8 | 13.9 | .489 | 1.7 | 3.7 | .452 | 3.8 | 4.3 | .879 | 1.0 | 3.6 | 4.6 | 5.0 | 1.5 | 0.8 | 3.7 | 2.1 | 19.0 |
| 4  | Tom Gugliotta    | 25   | 40 | 40 | 33.1 | 4.4 | 9.9  | .443 | 0.7 | 2.3 | .311 | 1.4 | 2.4 | .567 | 2.5 | 4.9 | 7.4 | 3.1 | 1.3 | 0.6 | 2.3 | 2.5 | 10.9 |
| 5  | Donyell Marshall | 21   | 32 | 23 | 32.8 | 5.8 | 14.2 | .413 | 1.2 | 4.3 | .270 | 2.0 | 3.1 | .640 | 2.3 | 4.3 | 6.5 | 1.5 | 0.6 | 1.2 | 1.8 | 2.9 | 14.8 |
| 6  | Rony Seikaly     | 29   | 36 | 35 | 28.8 | 4.5 | 8.7  | .516 | 0.0 | 0.0 |      | 3.1 | 4.4 | .694 | 2.1 | 5.3 | 7.4 | 1.3 | 0.6 | 1.0 | 2.9 | 3.4 | 12.1 |
| 7  | Chris Gatling    | 27   | 58 | 22 | 25.3 | 5.6 | 8.8  | .633 | 0.0 | 0.0 | .000 | 2.6 | 4.3 | .592 | 2.5 | 5.2 | 7.6 | 0.9 | 0.7 | 0.9 | 2.0 | 3.2 | 13.7 |
| 8  | Ricky Pierce     | 35   | 27 | 6  | 24.9 | 4.1 | 9.4  | .437 | 0.9 | 2.6 | .329 | 3.4 | 3.9 | .877 | 0.4 | 1.9 | 2.4 | 1.5 | 0.8 | 0.1 | 0.9 | 1.4 | 12.5 |
| 9  | Victor Alexander | 25   | 50 | 29 | 24.7 | 4.6 | 8.9  | .515 | 0.1 | 0.5 | .240 | 0.7 | 1.2 | .600 | 1.7 | 4.1 | 5.8 | 1.2 | 0.6 | 0.6 | 1.5 | 2.9 | 10.0 |
| 10 | Clifford Rozier  | 22   | 66 | 34 | 22.6 | 2.9 | 5.9  | .485 | 0.0 | 0.1 | .286 | 1.0 | 2.3 | .447 | 3.0 | 4.3 | 7.4 | 0.7 | 0.5 | 0.6 | 1.3 | 3.0 | 6.8  |
| 11 | Keith Jennings   | 26   | 80 | 24 | 21.5 | 2.4 | 5.3  | .447 | 0.9 | 2.6 | .368 | 1.7 | 1.9 | .876 | 0.3 | 1.5 | 1.9 | 4.7 | 1.2 | 0.0 | 1.5 | 1.7 | 7.4  |
| 12 | Carlos Rogers    | 23   | 49 | 18 | 20.8 | 3.7 | 6.9  | .529 | 0.0 | 0.3 | .143 | 1.6 | 3.0 | .521 | 2.2 | 3.5 | 5.7 | 0.8 | 0.4 | 1.1 | 1.7 | 2.5 | 8.9  |
| 13 | Ryan Lorthridge  | 22   | 37 | 2  | 18.2 | 2.9 | 6.0  | .475 | 0.1 | 0.4 | .214 | 1.5 | 2.4 | .648 | 0.6 | 1.3 | 1.9 | 2.7 | 0.8 | 0.0 | 1.5 | 1.1 | 7.4  |
| 14 | David Wood       | 30   | 78 | 13 | 17.1 | 2.0 | 4.2  | .469 | 0.4 | 1.2 | .341 | 1.2 | 1.5 | .778 | 1.1 | 2.0 | 3.1 | 0.8 | 0.4 | 0.2 | 0.7 | 2.8 | 5.5  |
| 15 | Manute Bol       | 32   | 5  | 2  | 16.2 | 1.2 | 2.0  | .600 | 0.6 | 1.0 | .600 | 0.0 | 0.0 |      | 0.2 | 2.2 | 2.4 | 0.0 | 0.0 | 1.8 | 0.2 | 2.0 | 3.0  |
| 16 | Tim Legler       | 28   | 24 | 0  | 15.5 | 2.5 | 4.8  | .522 | 1.1 | 2.1 | .520 | 1.3 | 1.4 | .882 | 0.5 | 1.2 | 1.7 | 1.1 | 0.5 | 0.0 | 0.8 | 1.4 | 7.3  |
| 17 | Dwayne Morton    | 23   | 41 | 6  | 9.6  | 1.2 | 3.1  | .388 | 0.2 | 0.6 | .360 | 1.4 | 2.1 | .682 | 0.5 | 0.9 | 1.4 | 0.4 | 0.3 | 0.4 | 0.7 | 1.1 | 4.1  |
| 18 | Rod Higgins      | 35   | 5  | 2  | 9.2  | 0.6 | 2.4  | .250 | 0.2 | 1.2 | .167 | 0.6 | 0.8 | .750 | 0.8 | 0.6 | 1.4 | 0.6 | 0.2 | 0.2 | 0.2 | 1.4 | 2.0  |

## Galardones y récords
| Jugador          | Galardón                                |
| Donyell Marshall | 2.º Mejor quinteto de rookies de la NBA |
| Latrell Sprewell | All-Star                                |